# Biberbach (Amper)
Der Biberbach ist ein ca. 7,8 km langer Bach im Gemeindegebiet von Haimhausen und Vierkirchen. Er gehört zum Flusssystem der Isar.
Der Bach entsteht südlich von Vierkirchen, fließt in östlicher Richtung durch den gleichnamigen Ort Biberbach,
bevor er in einen Altarm der Amper mündet.